# 사대문파
《사대문파》(A Martial Party, Sa Dae Moon Party)는 한국에서 제작된 황풍 감독의 1976년 영화이다. 김영호 등이 주연으로 출연하였고 황영실 등이 제작에 참여하였다.

## 출연

### 주연
- 김영호
- 권영문
- 홍금보